# Muié
Muié – miasto w Angoli, w prowincji Moxico.